# I henne, och hon fylldes
I henne, och hon fylldes är en teaterpjäs av Hanna Nordenhök. Den hade premiär i Radioteatern 29 april 2005.
Den utspelar sig på en gård i skärgården, där psykoanalytikern Elisabeth (Gunilla Röör) bor med maken Sakarias (Claes Månsson), som är journalist. En släkting (Tanja Lorentzon) berättar om ett möte med en albansk flykting.